# Coup du miroir
 (avril 2020).
Si vous disposez d'ouvrages ou d'articles de référence ou si vous connaissez des sites web de qualité traitant du thème abordé ici, merci de compléter l'article en donnant les références utiles à sa vérifiabilité et en les liant à la section « Notes et références ».
Le coup du miroir est un gag récurrent dans les dessins animés, en particulier ceux mettant en scènes des personnages types de la MGM (comme Tom et Jerry) ou de Warner Bros (les Looney Tunes). Si l'utilisation de ce gag peut comporter quelques légères différences d'un animé à l'autre, la trame principale reste toujours la même, et repose principalement sur la naïveté de l'un des personnages, berné par un autre.

## Procédé
Ce gag s'inscrit presque toujours dans une poursuite entre les deux principaux protagonistes du film (Bugs Bunny et Elmer Fudd, Titi et Grosminet, Tom et Jerry, etc.). Les deux protagonistes se retrouvent invariablement séparés, par une cloison (mur, palissade, etc.) ce qui amène le spectateur à ne plus voir que le protagoniste « chasseur » et non plus le « chassé ». Le « chasseur » poursuit sa course en longeant la cloison, et finit par passer à côté d'un trou, percé dans le mur. Au moment précis où il passe, sa « proie » en fait de même. À cet instant, s'applique presque systématiquement le gag de la réaction à retardement, qui pousse le « chasseur » à avancer pendant encore quelques secondes, avant de réaliser ce qu'il vient de voir. Il fait alors demi-tour, se place devant le trou de la cloison, et se retrouve face à face avec son ennemi, qui singe exactement ses faits et gestes (grimaces, pirouettes, etc.).
La conclusion du gag varie selon les protagonistes qui sont employés. Si Bugs Bunny révèle souvent la supercherie à son antagoniste en finissant par l'embrasser sur la bouche, d'autres s'éloignent simplement du « miroir », font quelques pas, avant de découvrir le pot-aux-roses et d'entrer dans une colère folle.
Lorsque ce gag est utilisé par Bugs Bunny, celui-ci fait des grimaces à son ennemi qui en fait à son tour et continue même quand Bugs Bunny a cessé (et s'est enfui). La plupart du temps, devant les mimiques de son adversaire, Bugs brandit un panneau sur lequel on peut lire « Silly isn't it? » (Idiot, n'est-ce pas ?).